# Olympique Lyonnais 2008-2009 (femminile)
Questa voce raccoglie le informazioni riguardanti la squadra femminile dell'Olympique Lione nelle competizioni ufficiali della stagione 2008-2009.

## Divise e sponsor
Le tenute di gioco sono le stesse dell'Olympique Lione maschile.
| Casa | Trasferta | Terza divisa |

## Organigramma societario
Area tecnica
- Allenatore: Farid Benstiti
- Vice allenatore: Vincent Yé
- Preparatore dei portieri: Damien Lopez
- Preparatore atletico: Nicolas Quinault
- Fisioterapista: Yannick Millet
- Medico sociale: Jean-Jacques Amprino

## Rosa
| N. |                       | Ruolo | Calciatrice              |
| -- | --------------------- | ----- | ------------------------ |
| 1  | Norvegia (bandiera)   | P     | Bente Nordby             |
| 2  | Francia (bandiera)    | D     | Sandrine Dusang          |
| 3  | Francia (bandiera)    | D     | Wendie Renard            |
| 4  | Danimarca (bandiera)  | D     | Dorte Jensen             |
| 5  | Francia (bandiera)    | D     | Laura Georges (capitano) |
| 6  | Brasile (bandiera)    | D     | Simone Gomes Jatobá      |
| 7  | Francia (bandiera)    | A     | Sandrine Brétigny        |
| 8  | Francia (bandiera)    | C     | Sonia Bompastor          |
| 9  | Brasile (bandiera)    | A     | Kátia                    |
| 10 | Francia (bandiera)    | C     | Camille Abily            |
| 11 | Costa Rica (bandiera) | C     | Shirley Cruz Traña       |
| 12 | Francia (bandiera)    | A     | Élodie Thomis            |
| 13 | Francia (bandiera)    | C     | Aurélie Kaci             |
| 14 | Francia (bandiera)    | C     | Louisa Nécib             |
| 15 | Francia (bandiera)    | D     | Cindy Berthet            |
| 16 | Francia (bandiera)    | P     | Véronique Pons           |

| N. |                     | Ruolo | Calciatrice            |
| -- | ------------------- | ----- | ---------------------- |
| 17 | Francia (bandiera)  | D     | Corine Franco          |
| 18 | Svezia (bandiera)   | A     | Lotta Schelin          |
| 19 | Francia (bandiera)  | C     | Sarah Chorfa           |
| 20 | Francia (bandiera)  | C     | Alix Faye-Chellali     |
| 21 | Svizzera (bandiera) | C     | Lara Dickenmann        |
| 22 | Francia (bandiera)  | C     | Amandine Henry         |
| 23 | Francia (bandiera)  | D     | Océane Caïraty         |
| 24 | Nigeria (bandiera)  | A     | Cynthia Ewak           |
| 25 | Francia (bandiera)  | P     | Alexandra Muci         |
| 26 | Francia (bandiera)  | D     | Coralie Ducher         |
| 44 | Norvegia (bandiera) | C     | Ingvild Stensland      |
|    | Francia (bandiera)  | P     | Pauline Peyraud-Magnin |
| 2  | Francia (bandiera)  | D     | Saïda Akherraze        |
|    | Francia (bandiera)  | C     | Kenza Dali             |
|    | Francia (bandiera)  | C     | Lydia Miraoui          |
|    | Francia (bandiera)  | A     | Hoda Lattaf            |

## Calciomercato

### Sessione estiva
| Acquisti | Acquisti               | Acquisti             | Acquisti                  |
| R.       | Nome                   | da                   | Modalità                  |
| -------- | ---------------------- | -------------------- | ------------------------- |
| P        | Pauline Peyraud-Magnin | Olympique Lione U19  | aggregata dalle giovanili |
| D        | Coralie Ducher         | Olympique Lione U19  | aggregata dalle giovanili |
| D        | Corine Petit           | Soyaux               |                           |
| A        | Cynthia Ewak           | Falköping            |                           |
| A        | Lotta Schelin          | Kopparbergs/Göteborg |                           |

| Cessioni | Cessioni         | Cessioni            | Cessioni       |
| R.       | Nome             | a                   | Modalità       |
| -------- | ---------------- | ------------------- | -------------- |
| P        | Émmeline Mainguy | Extremadura FCF     | fine contratto |
| D        | Émilie Gonsollin | Nord Allier Yzeure  | fine contratto |
| D        | Laure Lepailleur | Paris Saint-Germain | fine contratto |
| D        | Laura Martinez   | Nord Allier Yzeure  | fine contratto |
| D        | Candice Pognat   | Nord Allier Yzeure  | fine contratto |

### Sessione invernale
| Acquisti | Acquisti          | Acquisti             | Acquisti                  |
| R.       | Nome              | da                   | Modalità                  |
| -------- | ----------------- | -------------------- | ------------------------- |
| D        | Saïda Akherraze   | Olympique Lione U19  | aggregata dalle giovanili |
| D        | Cindy Berthet     | Olympique Lione U19  | aggregata dalle giovanili |
| C        | Lara Dickenmann   | Zurigo               |                           |
| C        | Lydia Miraoui     | Olympique Lione U19  | aggregata dalle giovanili |
| C        | Ingvild Stensland | Kopparbergs/Göteborg |                           |

| Cessioni | Cessioni        | Cessioni      | Cessioni              |
| R.       | Nome            | a             | Modalità              |
| -------- | --------------- | ------------- | --------------------- |
| C        | Sonia Bompastor | Wash. Freedom | fine contratto        |
| A        | Camille Abily   | FC Gold Pride | fine contratto        |
| A        | Cynthia Ewak    | Pallokissat   | risoluzione contratto |
| A        | Hoda Lattaf     | Montpellier   | fine contratto        |

## Risultati

### Division 1

#### Girone di andata
| Arbitro: | Efe |

|                        |           |  |
| Georges 34’ Renard 47’ | Marcatori |  |

| Arbitro: | Nicolosi |

|  |           |                                             |
|  | Marcatori | 15’, 53’ Abily 20’, 70’ Kátia 84’ Bompastor |

| Arbitro: | Guillemin |

|                |           |           |
| Kátia 30’, 81’ | Marcatori | 71’ Ramos |

| Arbitro: | Le Breton |

| |           |  |
| Schelin 5’, 70’, 81’ Kátia 10’, 23’ Jatobá 26’ Abily 34’ Thomis 39’, 63’ Brétigny 67’, 73’ Nécib 84’ | Marcatori |  |

| Arbitro: | Le Breton |

|                |           |                                       |
| Gonssollin 25’ | Marcatori | 32’ Schelin 52’, 59’ Kátia 75’ Thomis |

| Lione 5 ottobre 2008, ore 15:00 CEST 6ª giornata | Olympique Lione | 0 – 0 referto | FCF Juvisy | Plaine des Jeux de Gerland - n°10 (400 spett.)\| Arbitro: \| Zinck \| |
| Arbitro:                                         | Zinck           |               |            |                                                                       |

| Arbitro: | Coppola |

|              |           |                                                                             |
| Chanudet 36’ | Marcatori | 17’ Dusang 22’ Kátia 40’, 44’ Nécib 64’, 70’ Brétigny 68’ Schelin 72’ Abily |

| Arbitro: | Guillemin |

|                                                 |           |                                   |
| Kátia 24’, 68’, 84’, 90+4’ Thomis 40’ Abily 58’ | Marcatori | 9’ Hamraoui 73’ Clémaron 79’ Naud |

| Arbitro: | Coppola |

|  |           |                                                                                |
|  | Marcatori | 4’, 22’ Schelin 28’, 42’ Kátia 34’ Abily 58’, 83’ Brétigny 64’ Thomis 86’ Cruz |

| Arbitro: | Efe |

|                                                              |           |  |
| Brétigny 4’, 15’, 43’, 80’, 87’ Schelin 61’ Kátia 70’, 90+1’ | Marcatori |  |

| Arbitro: | Le Breton |

|  |           |                                                |
|  | Marcatori | 22’ Kátia 37’ Schelin 51’, 88’ Nécib 68’ Abily |

#### Girone di ritorno
| Arbitro: | Efe |

|                     |           |  |
| Kátia 63’ Abily 85’ | Marcatori |  |

| Arbitro: | Abdelgheffar |

|           |           |                    |
| Ramos 62’ | Marcatori | 12’ Cruz 82’ Abily |

| Arbitro: | Mittelbronn |

|  |           |                             |
|  | Marcatori | 24’, 77’ Brétigny 86’ Nécib |

| Arbitro: | Le Breton |

|                                                                      |           |  |
| Thomis 6’ Schelin 34’ Stensland 37’ Nécib 54’ Kátia 60’ Brétigny 71’ | Marcatori |  |

| Arbitro: | Mittelbronn |

|                |           |                                |
| Soubeyrand 85’ | Marcatori | 5’, 28’ Kátia 46’, 62’ Schelin |

| Arbitro: | Himber |

|                                                           |           |  |
| Kátia 16’, 52’ Thomis 33’ Schelin 41’, 49’, 56’ Nécib 62’ | Marcatori |  |

| Arbitro: | Cinquini |

|           |           |                                             |
| Gadéa 66’ | Marcatori | 13’ Thomis 88’ Schelin 89’ Kátia 90+3’ Cruz |

| Arbitro: | Nicolosi |

|                                  |           |             |
| Thomis 9’, 76’, 90+3’ Renard 44’ | Marcatori | 90+1’ Morel |

| Arbitro: | Le Breton |

|  |           |                                             |
|  | Marcatori | 13’ Thomis 88’ Schelin 89’ Kátia 90+3’ Cruz |

| Arbitro: | Efe |

| |           |              |
| Dickenmann 2’, 34’ Brétigny 4’, 15’, 27’, 42’, 45’, 57’, 79’, 83’ Cruz 39’ Kátia 67’ Franco 85’, 88’ | Marcatori | 90+1’ Raulet |

| Arbitro: | Lasalle |

|  |           |                           |
|  | Marcatori | 57’ Schelin 84’ Stensland |

### Coppa di Francia
| Arbitro: | Verdier |

|  |           | |
|  | Marcatori | 10’ Stensland 31’ Georges 47’ Schelin 51’ Franco 59’, 85’, 86’, 89’ Thomis 63’ Brétigny 65’, 76’, 87’ Kátia 81’ Cruz |

| Arbitro: | Gosselin |

|  |           |                                                                      |
|  | Marcatori | 3’ Cruz 16’ Henry 28’, 37’ Jatobá 35’, 49’, 89’ Kátia 90+1’ Brétigny |

| Arbitro: | Frappart |

|                           |           |  |
| Cruz 28’, 90+2’ Nécib 55’ | Marcatori |  |

| Arbitro: | Cinquini |

|                                           |                      |                                       |
| Diguelman Agard Hamou Maamar Soyer Lattaf | Tiri di rigore 4 – 3 | Kátia Henry Renard Dalum Jensen Nécib |

### UEFA Women's Cup

#### Seconda fase a gironi
| Arbitro: | Palmqvist |

|                                                                               |           |  |
| Abily 9’, 77’ Nécib 10’, 43’ Schelin 13’ Bompastor 19’ Georges 36’ Thomis 39’ | Marcatori |  |

| Arbitro: | Palmqvist |

|             |           |                                                            |
| Imhasly 34’ | Marcatori | 2’ Brétigny 28’, 43’, 72’ Kátia 66’, 69’ Schelin 83’ Abily |

| Arbitro: | Avdonchenko |

|                            |           |  |
| Schelin 27’, 80’ Abily 76’ | Marcatori |  |

#### Fase a eliminazione diretta
| Arbitro: | Eva Oedlund |

|  |           |                                                    |
|  | Marcatori | 12’, 15’ Schelin 33’ Abily 68’ Franco 89’ Brétigny |

| Arbitro: | Nicole Petignat |

|                                               |           |         |
| Katia 38’ Franco 55’ Nécib 68’ Brétigny 90+3’ | Marcatori | 3’ Boni |

| Arbitro: | Ihringova |

|               |           |          |
| Stensland 23’ | Marcatori | 67’ Maes |

| Arbitro: | Savolainen |

|                                     |           |            |
| Grings 38’, 43’ Bresonik 54’ (rig.) | Marcatori | 45’ Thomis |

## Statistiche

### Statistiche di squadra
| Competizione        | Punti | In casa | In casa | In casa | In casa | In casa | In casa | In trasferta | In trasferta | In trasferta | In trasferta | In trasferta | In trasferta | Totale | Totale | Totale | Totale | Totale | Totale | DR   |
| Competizione        | Punti | G       | V       | N       | P       | Gf      | Gs      | G            | V            | N            | P            | Gf           | Gs           | G      | V      | N      | P      | Gf     | Gs     | DR   |
| ------------------- | ----- | ------- | ------- | ------- | ------- | ------- | ------- | ------------ | ------------ | ------------ | ------------ | ------------ | ------------ | ------ | ------ | ------ | ------ | ------ | ------ | ---- |
| Division 1          | 86    | 11      | 10      | 1       | 0       | 63      | 6       | 11           | 11           | 0            | 0            | 51           | 5            | 22     | 21     | 1      | 0      | 114    | 11     | +103 |
| Challenge de France | -     | 1       | 1       | 0       | 0       | 3       | 0       | 3            | 2            | 1            | 0            | 21           | 0            | 4      | 3      | 1      | 0      | 24     | 0      | +24  |
| Women's Cup         | -     | 4       | 3       | 1       | 0       | 16      | 2       | 3            | 2            | 0            | 1            | 13           | 4            | 7      | 5      | 1      | 1      | 29     | 6      | +23  |
| Totale              | -     | 16      | 14      | 2       | 0       | 82      | 8       | 17           | 15           | 1            | 1            | 85           | 9            | 33     | 29     | 3      | 1      | 167    | 17     | +150 |

### Andamento in campionato
| Giornata  | 1 | 2 | 3 | 4 | 5 | 6 | 7 | 8 | 9 | 10 | 11 | 12 | 13 | 14 | 15 | 16 | 17 | 18 | 19 | 20 | 21 | 22 |
| --------- | - | - | - | - | - | - | - | - | - | -- | -- | -- | -- | -- | -- | -- | -- | -- | -- | -- | -- | -- |
| Luogo     | C | T | C | C | T | C | T | C | T | C  | T  | C  | T  | T  | C  | T  | C  | T  | C  | T  | C  | T  |
| Risultato | V | V | V | V | V | N | V | V | V | V  | V  | V  | V  | V  | V  | V  | V  | V  | V  | V  | V  | V  |
| Posizione | 2 | 2 | 1 | 1 | 1 | 1 | 1 | 1 | 1 | 1  | 1  | 1  | 1  | 1  | 1  | 1  | 1  | 1  | 1  | 1  | 1  | 1  |

Legenda:

Luogo: C = Casa; T = Trasferta. Risultato: V = Vittoria; N = Pareggio; P = Sconfitta.

### Statistiche delle giocatrici
| Giocatore         | Division 1 | Division 1 | Division 1  | Division 1 | Coppa di Francia | Coppa di Francia | Coppa di Francia | Coppa di Francia | Champions League | Champions League | Champions League | Champions League | Totale   | Totale | Totale      | Totale     |
| Giocatore         | Presenze   | Reti       | Ammonizioni | Espulsioni | Presenze         | Reti             | Ammonizioni      | Espulsioni       | Presenze         | Reti             | Ammonizioni      | Espulsioni       | Presenze | Reti   | Ammonizioni | Espulsioni |
| ----------------- | ---------- | ---------- | ----------- | ---------- | ---------------- | ---------------- | ---------------- | ---------------- | ---------------- | ---------------- | ---------------- | ---------------- | -------- | ------ | ----------- | ---------- |
| C. Abily          | 13         | 9          | 0           | 0          | -                | -                | -                | -                | 5                | 5                | 0                | 0                | 18       | 14     | 0           | 0          |
| S. Akherraze      | -          | -          | -           | -          | 1                | 0                | 0                | 0                | -                | -                | -                | -                | 1        | 0      | 0           | 0          |
| C. Berthet        | 1          | 0          | 0           | 0          | 1                | 0                | 0                | 0                | -                | -                | -                | -                | 2        | 0      | 0           | 0          |
| S. Bompastor      | -          | -          | -           | -          | -                | -                | -                | -                | 5                | 1                | 0                | 0                | 5        | 1      | 0           | 0          |
| S. Brétigny       | 21         | 22         | 3           | 0          | 3                | 2                | 0                | 0                | 5                | 3                | 0                | 0                | 29       | 27     | 3           | 0          |
| O. Caïraty        | 0          | 0          | 0           | 0          | -                | -                | -                | -                | 0                | 0                | 0                | 0                | 0        | 0      | 0           | 0          |
| S. Chorfa         | 1          | 0          | 0           | 0          | -                | -                | -                | -                | 1                | 0                | 0                | 0                | 2        | 0      | 0           | 0          |
| S. Cruz           | 22         | 4          | 0           | 0          | 4                | 4                | 0                | 0                | 5                | 0                | 1                | 0                | 31       | 8      | 1           | 0          |
| D. Dalum Jensen   | 18         | 0          | 0           | 0          | 3                | 0                | 0                | 0                | 7                | 0                | 0                | 0                | 28       | 0      | 0           | 0          |
| L. Dickenmann     | 4          | 2          | 0           | 0          | 1                | 0                | 0                | 0                | 2                | 0                | 0                | 0                | 7        | 2      | 0           | 0          |
| C. Ducher         | 6          | 0          | 0           | 0          | 2                | 0                | 0                | 0                | 0                | 0                | 0                | 0                | 8        | 0      | 0           | 0          |
| S. Dusang         | 9          | 1          | 0           | 0          | -                | -                | -                | -                | 5                | 0                | 1                | 0                | 14       | 1      | 1           | 0          |
| A. Faye-Chellali  | 8          | 0          | 1           | 0          | 1                | 0                | 0                | 0                | 1                | 0                | 1                | 0                | 10       | 0      | 2           | 0          |
| C. Franco         | 19         | 2          | 0           | 0          | 3                | 1                | 0                | 0                | 6                | 2                | 0                | 0                | 28       | 5      | 0           | 0          |
| L. Georges        | 20         | 1          | 1           | 0          | 3                | 1                | 2                | 0                | 6                | 1                | 1                | 0                | 29       | 3      | 4           | 0          |
| A. Guérin         | -          | -          | -           | -          | -                | -                | -                | -                | 0                | 0                | 0                | 0                | 0        | 0      | 0           | 0          |
| S. Jatobá         | 11         | 1          | 0           | 0          | 3                | 2                | 0                | 0                | 6                | 0                | 0                | 0                | 20       | 3      | 0           | 0          |
| A. Henry          | 7          | 1          | 0           | 0          | 4                | 1                | 1                | 0                | 1                | 0                | 0                | 0                | 12       | 2      | 1           | 0          |
| A. Kaci           | 1          | 0          | 0           | 0          | -                | -                | -                | -                | 0                | 0                | 0                | 0                | 1        | 0      | 0           | 0          |
| Kátia             | 21         | 27         | 1           | 0          | 4                | 6                | 0                | 0                | 6                | 4                | 0                | 0                | 31       | 37     | 1           | 0          |
| L. Miraoui        | 2          | 0          | 0           | 0          | 1                | 0                | 0                | 0                | -                | -                | -                | -                | 3        | 0      | 0           | 0          |
| A. Muci           | 1          | 0          | 0           | 0          | -                | -                | -                | -                | 0                | 0                | 0                | 0                | 1        | 0      | 0           | 0          |
| L. Nécib          | 19         | 10         | 1           | 0          | 2                | 1                | 0                | 0                | 7                | 3                | 1                | 0                | 28       | 14     | 2           | 0          |
| B. Nordby         | 16         | -6         | 0           | 0          | 4                | 0                | 0                | 0                | 2                | -4               | 0                | 0                | 22       | -10    | 0           | 0          |
| P. Peyraud-Magnin | 0          | 0          | 0           | 0          | -                | -                | -                | -                | -                | -                | -                | -                | 0        | 0      | 0           | 0          |
| V. Pons           | 6          | -5         | 0           | 0          | 0                | 0                | 0                | 0                | 5                | -2               | 0                | 0                | 11       | -7     | 0           | 0          |
| W. Renard         | 19         | 2          | 1           | 0          | 3                | 0                | 0                | 0                | 4                | 0                | 0                | 0                | 26       | 2      | 1           | 0          |
| L. Schelin        | 16         | 17         | 0           | 0          | 3                | 1                | 0                | 0                | 7                | 7                | 0                | 0                | 26       | 25     | 0           | 0          |
| I. Stensland      | 9          | 2          | 0           | 0          | 2                | 1                | 0                | 0                | 2                | 1                | 0                | 0                | 13       | 4      | 0           | 0          |
| É. Thomis         | 17         | 12         | 1           | 0          | 3                | 4                | 0                | 0                | 6                | 2                | 1                | 0                | 26       | 18     | 2           | 0          |
| C. Uwak           | 0          | 0          | 0           | 0          | -                | -                | -                | -                | 0                | 0                | 0                | 0                | 0        | 0      | 0           | 0          |